# Savage Amusement
Savage Amusement (укр. Шалені розваги) — десятий студійний альбом німецького рок-гурту Scorpions, випущений 1988 року.

## Список композицій
- 1. Don't Stop At The Top
- 2. Rhythm of Love
- 3. Passion Rules The Game
- 4. Media Overkill
- 5. Walking On The Edge
- 6. We Let It Rock… You Let It Roll
- 7. Every Minute, Every Day
- 8. Love On The Run
- 9. Believe In Love

## Учасники запису
- Клаус Майне — вокал
- Рудольф Шенкер — гітара
- Маттіас Ябс — гітара
- Френсіс Бухгольц — бас
- Герман Раребелл — ударні